# Fredlanea aequatoria
Fredlanea aequatoria är en skalbaggsart som först beskrevs av Bates 1881.  Fredlanea aequatoria ingår i släktet Fredlanea och familjen långhorningar. Inga underarter finns listade i Catalogue of Life.